# الدوري الإسباني الدرجة الثانية 1939–40
دوري الدرجة الثانية الإسباني 1939–40 (بالإسبانية: Segunda División de España 1939-40) هو موسم من دوري الدرجة الثانية الإسباني. فاز فيه ريال مورسيا.